# Ротовка (Омская область)
Ротовка — деревня в Русско-Полянском районе Омской области России. Входит в состав Розовского сельского поселения.

## География
Деревня находится юго-восточной части Омской области, в степной зоне, в пределах Ишимской равнины, на расстоянии примерно 8 км (по прямой) к востоку от посёлка городского типа Русская Поляна, административного центра района. Абсолютная высота — 116 м над уровнем моря.
Часовой пояс
Деревня Ротовка, как и вся Омская область, находится в часовой зоне МСК+3. Смещение применяемого времени относительно UTC составляет +6:00.

## История
Основано в 1911 году. До 1917 года — лютеранское село Омского уезда Акмолинской области. В 1929 году организован колхоз имени Ф. Энгельса, с 1954 года — отделение совхоза «Розовский».

## Население
| 2010 |
| ---- |
| 328  |

Половой состав
По данным Всероссийской переписи населения 2010 года, в гендерной структуре населения мужчины составляли 47 %, женщины — соответственно 53 %.
Национальный состав
Согласно результатам переписи 2002 года, в национальной структуре населения немцы составляли 47 % из 486 человек, русские — 41 %.

## Улицы
- ул. Новая,
- ул. Садовая,
- ул. Тельмана[6].